# Chelenalphütte
Die Chelenalphütte (eigentlich Kehlenalphütte) ist eine über 100 Jahre alte Berghütte des Schweizer Alpen-Clubs (SAC) in den Urner Alpen.

## Beginn der Erschliessung des Gebietes

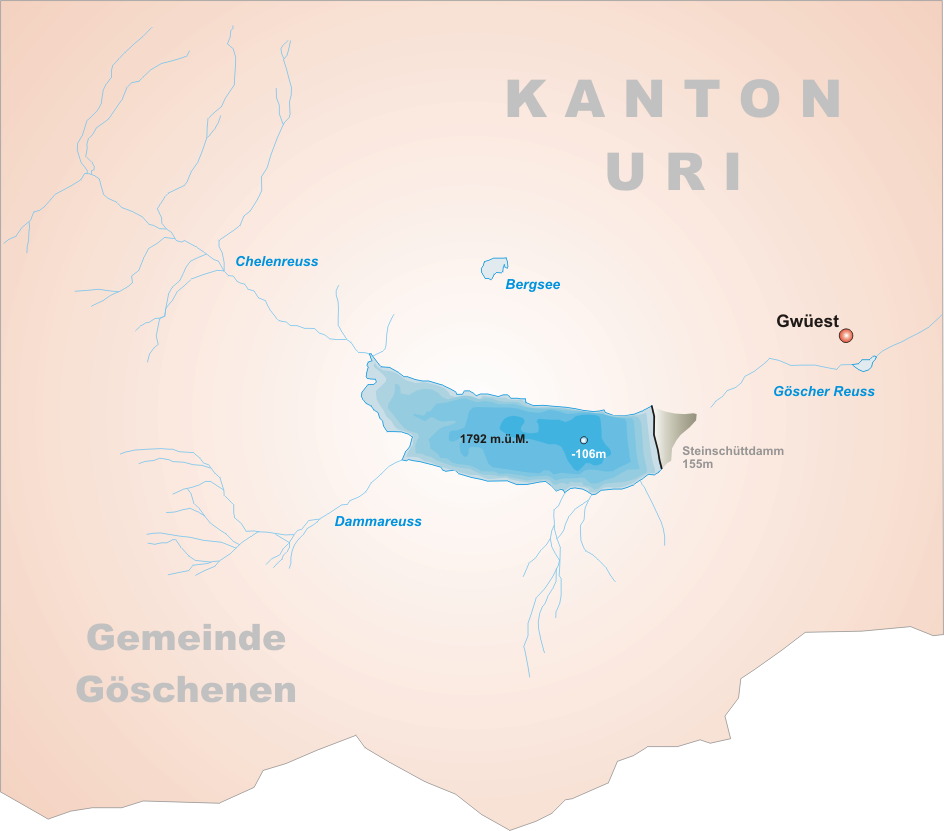
Karte des Göscheneralp-Gebietes

Die erste Besiedlung der 1700 m hoch gelegenen Göscheneralp geht auf das 17. Jahrhundert zurück. Gemäss Überlieferung wurden 1653 mehrere Wohnhäuser in dem von hohen Bergen umgebenen Talkessel erbaut. Später erfolgte auch der Bau einer Kirche und so entstand das Dörfli, welches während 300 Jahren die höchstgelegene Dauersiedlung des Kantons Uri war. Das Leben in dieser Abgeschiedenheit war vor allem zur Winterszeit nicht einfach. Ausser Mais und Getreide, welche zugeführt wurden, war man vorwiegend auf die Selbstversorgung angewiesen.
1870 lebten sechs Familien, d. h. insgesamt 38 Personen auf der Hinteralp, dem Talgrund des heutigen Göscheneralp-Stausees, und 48 Personen wohnten im Gwüest. Etwas Abwechslung und Zusatzverdienst brachte die im 19. Jahrhundert einsetzende Pionierzeit des Alpinismus. Bekannte Bergsteiger und Wissenschaftler fanden den Weg in die Göscheneralp. Diverse Erstbegehungen und Übergänge wurden in dieser Zeit ausgeführt. 1841 stand der Berner Gottlieb Samuel Studer als Erster mit seinen Führern auf dem Sustenhorn, 1861 erfolgte die Erstbesteigung des Gwächtenhorns und 1864 folgten Dammastock-, Egg- und Rhonestock. Die Besteigungen erfolgten damals vom Trift- und Rhonegletscher aus, da die steilen Abstürze zur Göscheneralp noch jeden abschreckten. Erst in den späteren Jahren wurden die Aufstiege über die Ostwände der Dammakette erschlossen. Als Unterkunft diente in der Regel das Gasthaus Mattli auf der Göscheneralp. 1893 erhielt dieses aber Konkurrenz durch das neu eröffnete Hotel Dammagletscher, das bald einmal Treffpunkt für Bergsteiger und Wanderfreudige wurde und so eine bescheidene Art Sommertourismus entwickelte. Da aber die Aufstiege von hier aus lang und zeitraubend waren, erfolgte bald einmal der Ruf nach höher gelegenen Unterkünften. 1891 erbaute die Sektion UTO die erste SAC-Hütte im Gebiet des Göschenertals, die auf 2126 m Höhe gelegene Voralphütte im gleichnamigen Tal.

## Die Chelenalphütte

### Erstbau 1903

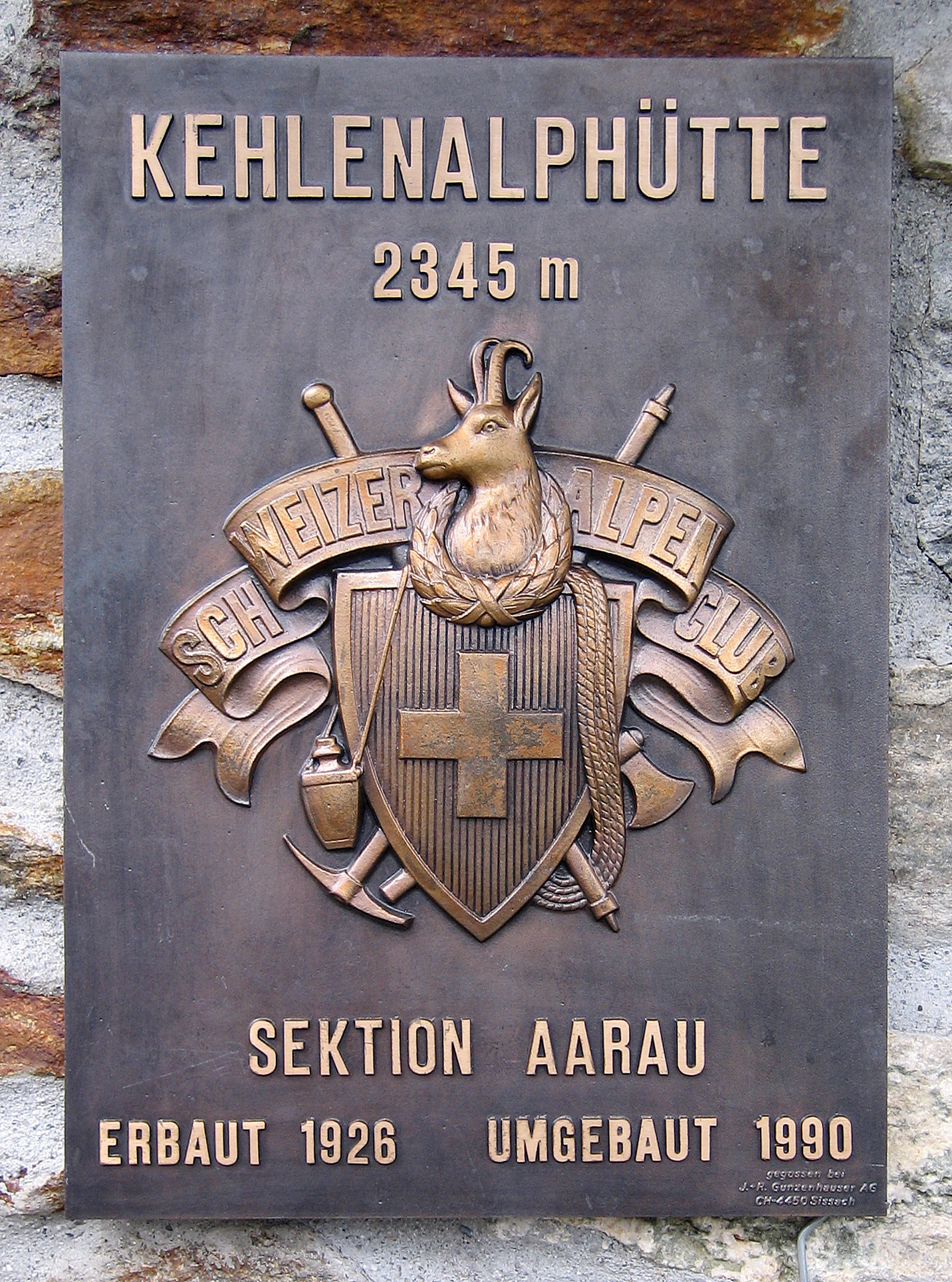
Schild an der Hütte

Wie bei anderen SAC-Sektionen war auch in der Sektion Aarau das Streben vorhanden, irgendwo in den Bergen eine eigene Clubhütte zu besitzen. Schon in den Versammlungen von 1900 wurde die Clubhüttenfrage besprochen und es kam sogar ein bescheidener Hüttenfonds zustande. Viel zu reden gab die Platzfrage. 1902 entschied man sich für den Standort Kehlenalp, nachdem auch das obere Maggiatal ernsthaft im Gespräch war.
Im August wurde 1903 mit dem Bau begonnen, bereits am 6. September fand die Einweihung statt. Die Kosten beliefen sich auf Fr. 6500.– davon fielen Fr. 2100.– allein auf Transportausgaben. Die Hütte bot Raum für 25 Personen. Die Pritschen waren mit Bergheu belegt und warme Wolldecken ergänzten die Ausrüstung. Ein grosser Ofen diente zum Heizen und Kochen. Die Besucherzahlen bewegten sich von 318 Personen im ersten Jahr bis zu 600 in den je folgenden Jahren.

### Neubau 1926
Trotz den Wirren des Ersten Weltkriegs entstanden in der Region weitere SAC-Hütten, so 1914 die Sustlihütte, 1916 die Dammahütte und 1918 die Albert-Heim-Hütte. Man rechnete damit, dass nach dem Krieg die Frequenz zunehme. Auch zu einer Erweiterung der Chelenalphütte wurden in dieser Zeit erste Überlegungen angestellt, die 1923 zur Gründung einer Hüttenbaukommission führte. Sie entschied sich für einen völligen Neubau, diesmal einen massiven Steinbau. Vor allem durch Zuwendungen eines holländischen SAC-Mitgliedes, des Industriellen Dr. J. Moll von Charante aus Voorschoten bei Leiden, und weiterer Spenden konnte der Neubau der Chelenalphütte finanziert, im Sommer 1926 durchgeführt und am 3. Oktober 1926 eingeweiht werden. Das Material wurde mit Maultieren von Göschenen ins Chelenalptal transportiert. Für das letzte Steilstück zum Bauplatz musste aber der Mensch selber zupacken und die Lasten auf dem Rücken hinauftragen. Ein grosser Teil der Transporte wurde von der Säumerrekrutenschule in Andermatt unentgeltlich übernommen. Die gesamten Baukosten für die Hütte und den Innenausbau beliefen sich auf Fr. 55'000, davon entfiel fast ein Viertel auf die Transportkosten.
Nach dem Bau der neuen Hütte nahm die Besucherzahl in den folgenden Jahren stark zu. Von 1927 bis 1945 logierten 22'487 Touristen in dem Bergheim, d. h. im Schnitt 1100 bis 1300 pro Jahr, obwohl keine Fahrstrasse zur Göscheneralp existierte und die Marschzeit von Göschenen zur Hütte fünf Stunden beträgt. Auch in den Kriegsjahren von 1939 bis 1945 blieb die Frequenz konstant. Für 90 % der Besucher war das Sustenhorn das begehrte Tourenziel. Hauptnutzer waren der Turnverband der Kantonsschule und Firmenausflüge. 1936 wurde an der Stützmauer auf dem Hüttenvorplatz eine Bronzetafel angebracht zum Angedenken an Dr. Albert Tschopp, den 1942 verstorbenen Ehrenpräsidenten der Sektion.
Als erste Etappe des Wasserkraftwerkbaus im Göschenertal wurde 1952 mit dem Bau einer 11 Kilometer langen Fahrstrasse von Göschenen bis zur Göscheneralp begonnen. Auf Wunsch der Alpkorporation wurde der Hüttenweg 150 m über dem späteren Stausee auf der linken Bergflanke angelegt und nicht am Seeufer entlang. Von 1955 bis 1960 wurde der Staudamm errichtet, anschliessend der Göscheneralpsee gestaut. Die Bewohner der Hinteralp wurden ins Gwüest umgesiedelt. Was von der ehemaligen Göscheneralp noch vorhanden war, versank für immer in den Fluten.
1966 und 1967 wurden verschiedene Ausbau- und Renovationsarbeiten vorgenommen. Erstmals wurde das Material mit dem Helikopter zur Hütte geflogen. Die gesamten Kosten für beide Bauetappen beliefen sich auf Fr. 50'000, d. h. annähernd so viel wie 1926 der Neubau gekostet hatte.
1972 erfolgte ein weiterer Ausbau. Ferner wurde von der Hütte westwärts bis zum Chelengletscher ein 800 m langer Weg angelegt, der den Zugang zum Gwächtenhorn-West- und Südgrat wesentlich erleichterte. 1982 begann in der Chelenhütte das elektrische Zeitalter mit dem Einbau einer Solaranlage und einer Funkanlage zur Verbesserung der Bergrettungsmöglichkeiten.

### Umfassende Sanierung 1990
Im Frühling 1988 beschädigte eine Staublawine die Hütte und bot den Anlass für eine umfassende Sanierung und Erneuerung im Juni 1990. Unter anderem wurden neue Sanitäranlagen unterirdisch angebaut, ein Vorratskeller, ein Lager- und Rucksackraum, sowie ein Winterraum mit Kochgelegenheit, die Schlafräume wurden neu eingeteilt und neu getäfert, eine neue Treppe zum 1. Stock errichtet, die Küche modernisiert, auch eine Telefonstation und eine Abwasserreinigungsanlage kam dazu. Als Ergänzung beschloss man später noch den Einbau einer Turbine mit der entsprechenden Wasserfassung. Die gesamten Baukosten beliefen sich auf Fr. 696'000. Ende der 1990er Jahre wurde die Turbinenanlage zur Stromversorgung verstärkt und einige Jahre später die Wasserzuleitung renoviert.

## Tourenmöglichkeiten

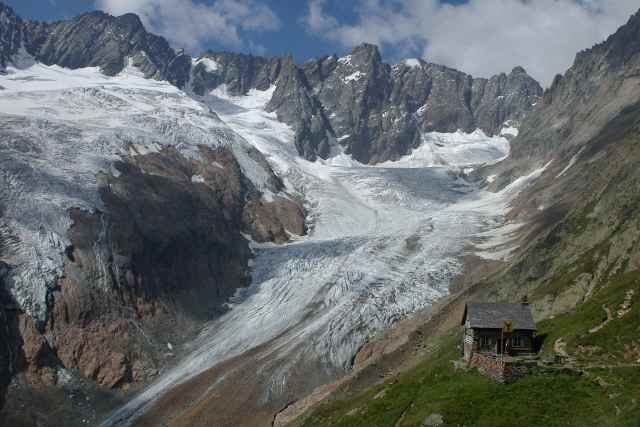
Die Chelenalp

### Zugänge
- von Göscheneralp über Vorder und Hinter Röti, Gehzeit: ca. 3 Stunden

### Übergänge zu Nachbarhütten
- Tierberglihütte über Sustenlimi (3129 m)
- Trifthütte über Sustenlimi und Tierberglilücke
- Albert-Heim-Hütte (2543 m) über Göscheneralpsee und Älpergenlücke
- Bergseehütte (2370 m) über Sustenlimi, Gehzeit: 4 Stunden
- Dammahütte (2430 m) über Hinter Röti, Gehzeit: 4 Stunden
- Voralphütte (2126 m) über Flachensteinfirn

### Gipfel
- Sustenhorn (3503 m), über Sustenlimi, Gletschertour
- Gwächtenhorn (3420 m), über Sustenlimi, Gletschertour
- Tierberge (Mittler Tierberg 3418 m, Hinter Tierberg 3443 m) über Chelengletscher und Chelenlücke (Tierberglimi)
- Chelenalphorn (3202 m), Gratkletterei
- Eggstock (3554 m)

### Klettergarten
Nahe der Hütte gibt es einen Klettergarten mit über 20 Kletterrouten im dritten bis sechsten Schwierigkeitsgrad. Geklettert wird im Gneis.

## Hüttenchefs
- Fritz Kamber
- von 1971 bis Ende 1994 Richard Maurer aus Schlossrued
- ab 1995 Silvan Schenk
- danach Peter Siegrist
- 2002 bis 2005 Uli Römmelt
- 2006 bis 2015 Christoph Liebetrau
- 2016 bis 2017 Verena Wettstein
- seit 2018 Lutz Freiwald

## Hüttenwarte
- ab 1903 Peter Gamma, Bergführer und Alpvogt vom Gwüest
- 1925/1926 interimistisch durch Julius Mattli, Vater des späteren Hüttenwartes Paul Mattli
- ab 1927 bis 1931 Albin Gamma vom Gwüest
- ab 1931 bis 1952 sein Bruder Balz Gamma
- von 1953 bis Ende 1962 nochmals Julius Mattli
- ab 1963 bis 1994 sein Sohn Paul (31 Jahre lang)
- dann Christian Hofmann aus Köniz
- dann Peter Planzer aus Schattdorf
- 2002 bis 2003 Brigitta Camenzind
- 2004 bis 2006 Urs Arnold aus Schattdorf
- 2006 bis 2016 bis Rusina Hilfiker aus Sedrun
- seit 2017 Petra und Remo Gisler